# Taylor Lautner
Taylor Lautner (Grand Rapids, Michigan, 11 de febrer de 1992), és un actor estatunidenc. Cinturó negre en arts marcials, és famós pel seu paper de Jacob Black en les pel·lícules Crepuscle, Lluna nova i El dia de Sant Valentí. L'any 2010 es va convertir en un dels actors més ben pagats de Hollywood.

## Pel·lícules
| Any  | Títol                                | Paper             | Notes        |
| ---- | ------------------------------------ | ----------------- | ------------ |
| 2001 | Shadow Fury                          | Kismet (jove)     |              |
| 2005 | Les aventures de Sharkboy i Lavagirl | Sharkboy          |              |
| 2005 | Dotze fora de casa                   | Elliot Murtaugh   |              |
| 2008 | Crepuscle                            | Jacob Black       |              |
| 2009 | Lluna nova                           | Jacob Black       |              |
| 2010 | El dia de Sant Valentí               | Willy Harrinton   |              |
| 2010 | Eclipsi                              | Jacob Black       |              |
| 2011 | Field of Dreams 2: Lockout           | Granger d'Iowa    | Curtmetratge |
| 2011 | Sense sortida                        | Nathan Harper     |              |
| 2011 | La saga Crepuscle: Albada (1a part)  | Jacob Black       |              |
| 2012 | La saga Crepuscle: Albada (2a part)  | Jacob Black       |              |
| 2013 | Nens grans 2                         | Andy              |              |
| 2015 | Tracers                              | Cam               |              |
| 2015 | The Ridiculous 6                     | Lil' Pete         |              |
| 2016 | Run the Tide                         | Reymond Hightower |              |